# Championnats d'Afrique d'athlétisme 2021
Navigation
Asaba 2018 2022
La 22e édition des championnats d'Afrique d'athlétisme, programmée en juin 2020, puis en juin 2021, est finalement annulée en raison de la pandémie de Covid-19.

## Reports successifs puis annulation
Les championnats d'Afrique 2021 sont initialement prévus du 24 au 28 juin 2020 à Alger en Algérie. La compétition est reportée du 1er au 5 juin 2021 au stade olympique d'Oran en raison de la pandémie de Covid-19 avant d'être à nouveau reprogrammés du 22 au 26 juin 2021. Ils sont ensuite reportés sine die le 14 mai 2021.
Le 25 mai 2021, il est annoncé que Lagos reprend l'organisation de la compétition qui est programmée du 23 au 27 juin 2021 au Teslim Balogun Stadium (en) .
Le 4 juin 2021, le Nigeria renonce à organiser la compétition en raison de la situation sanitaire.